# Lazina Čička
Lazina Čička – wieś w Chorwacji, w żupanii zagrzebskiej, w mieście Velika Gorica. W 2011 roku liczyła 566 mieszkańców.